# Lerista greeri
Espèce
Lerista greeri est une espèce de sauriens de la famille des Scincidae.

## Répartition
Cette espèce est endémique d'Australie-Occidentale en Australie.

## Étymologie
Cette espèce est nommée en l'honneur d'Allen E. Greer.

## Publication originale
- Storr, 1982 : Four new Lerista (Lacertilia: Scincidae) from Western & South Australia. Records of the Western Australian Museum, vol. 10, no 1, p. 1-9 (texte intégral).